# Sportgymnasium
Das Sportgymnasium ist ein Gymnasium mit dem besonderen Bildungsschwerpunkt Sport. Eine für Österreich, Deutschland und die Schweiz typische Sonderform ist das Skigymnasium mit dem Fokus auf Skisport.
Zahlreiche erfolgreiche Spitzensportler sind aus der Förderung an Sportgymnasien hervorgegangen.

## Curriculum und Bildungsziele
Ein Sportgymnasium hat gegenüber dem normalen Gymnasium einen reduzierten Lehrplan mit spezieller Ausrichtung auf Bewegungsunterricht und Sportarten. Die Schüler auf den Sportschulen haben einen anderen Unterrichtstag als Schüler an normalen Schulen. Ihr Stundenplan ist in erster Linie an die Kombination aus Training und Unterricht angepasst. Da die Schüler auch aus weit entfernten Orten ein Sportgymnasium besuchen wollen, gehört oft ein Internat zu einer solchen Schule.
Das Sportgymnasium erfüllt zum einen den Zweck einer berufsbildenden Schule mit Zulassung zu einem Sport- oder Sportmedizin-Studium sowie den Gesundheits- und Tourismusberufen. Zum anderen soll es jugendlichen Leistungssportlern die Möglichkeit bieten, eine höhere Schule zu besuchen und an dieser zur Reifeprüfung (Abitur, Matura) zu gelangen; das bietet dem Leistungssportler die Möglichkeit, nach Beendigung seiner aktiven Karriere in das Berufsleben überzuwechseln. Karrieren im Spitzensport gehen meist in einem Alter zwischen 30 und 40 Jahren zu Ende, bei gravierenden Verletzungen oder anderen Gründen auch viel früher. Die Laufbahn vom Sportgymnasium über eine aktive Karriere zu einem höheren Beruf ist für Leistungssportler – neben dem Eintritt in Armee oder Polizei, die in Sportförderung mit Freistellung eine berufliche Sicherheit bieten – ein häufiger Lebenslauf. Viele aktive Sportler, die ein Sportgymnasium abgeschlossen haben, nutzen auch die Gelegenheit, im Fernstudium neben ihrer Karriere einen Hochschulabschluss zu betreiben.
Sportgymnasien suchen die Zusammenarbeit mit den nationalen Sportverbänden, Sportvereinen, Leistungszentren, den Trainern der Schüler und sportmedizinischen Betreuungseinrichtungen. Die Zusammensetzung der Klassen erfolgt gemäß den Sportarten der Schüler. Für besonders talentierte Schüler werden auch Klassen oder Kurse mit sehr wenigen Schülern gebildet; sogar Einzelunterricht ist möglich. Einige Sportgymnasien spezialisieren sich auch auf bestimmte Schwerpunktsportarten, wie das Skigymnasium oder auf Fußball.
Neben Schulen der staatlichen Bildung gibt es auch Gymnasien als Privatschulen.

## Sportgymnasien in Deutschland
Einige dieser Gymnasien tragen den Titel „Eliteschule des Sports“. Einige der Schulen in den östlichen fünf Bundesländern haben sich aus einer Kinder- und Jugendsportschule der DDR entwickelt.
- Ski-Gymnasium Berchtesgaden
- Flatow-Oberschule Berlin
- Poelchau-Schule Berlin
- Sportgymnasium Chemnitz
- Goethe-Gymnasium Dortmund
- Sportgymnasium Dresden
- Lessing-Gymnasium Düsseldorf
- Sportgymnasium Erfurt "Pierre-de-Coubertin"
- Helmholtz-Gymnasium Essen
- Sportgymnasium Halle/Saale
- Gymnasium Heidberg in Hamburg
- Helmholtz-Gymnasium Heidelberg
- Sportgymnasium Johann Chr. Fr. GutsMuths in Jena
- Heinrich-Heine-Gymnasium Kaiserslautern
- Wintersport-Campus Klingenthal
- Landesgymnasium für Sport Leipzig
- Landrat-Lucas-Gymnasium Leverkusen
- Sportgymnasium Magdeburg
- Besselgymnasium Minden
- Isar Sport-Gymnasium München
- Sportgymnasium Neubrandenburg
- Sportgymnasium Oberhof
- Sportgymnasium Oberwiesenthal
- Sportschule Potsdam „Friedrich Ludwig Jahn“
- Gymnasium am Rotenbühl Saarbrücken
- Sportgymnasium Schwerin

## Sportgymnasien in Litauen
- Gediminas-Sportmittelschule Kaunas
- Sportgymnasium Šiauliai
- Sportgymnasium Panevėžys, seit 2014
- Internatssportschule Panevėžys, 1964–1990
- Internatssportschule Trakai

## Sportgymnasien in Österreich
In Österreich ist das Sportgymnasium im Rahmen der Schulautonomie eine Sonderform der allgemeinbildenden höheren Schulen mit besonderer Berücksichtigung der sportlichen Ausbildung (§ 37 Abs 1 Z 3 Schulorganisationsgesetz) als
- Gymnasium mit schulautonomer Schwerpunktsetzung Sport (Sportgymnasium)
- Realgymnasium unter besonderer Berücksichtigung der sportlichen Ausbildung
- Wirtschaftskundliches Realgymnasium mit schulautonomer Schwerpunktsetzung Sport
- Oberstufenrealgymnasium unter besonderer Berücksichtigung der sportlichen Ausbildung, unter besonderer Berücksichtigung der sportlichen Ausbildung und für Leistungssportler sowie für Schisportler

Letztere nennen sich Sportrealgymnasium, bei denen es auch eine Sonderform der Schule mit Schwerpunkt Skisport gibt (RG für Schisportler).

Neben den Sportgymnasien gibt es die Sporthauptschule bzw. Sport-NMS und Handelsakademie/Handelsschule für Leistungssportler (HAK/HAS Sport) für den mittleren Bildungsweg, an der HAK ebenfalls mit Matura.
Neben den normalen Hauptfächern Deutsch, Mathematik, Erste Lebende Fremdsprache/Latein und Zweite Lebende Fremdsprache (Oberstufe) und einem reduzierten Stundenplan in den Nebenfächern liegt die Wochenstundenanzahl im Allgemeinen bei etwas über 30, dafür wird teils auch ein zusätzliches Schuljahr vorgesehen. Einige werden auch als Internatsschule geführt.
Sportgymnasien (teils eigene Schulen, teils Klassenzweige an Standardgymnasien) in Österreich sind:
- Gymnasium für Sportler am BG/BRG/BORG Oberschützen („Sportgymnasium Oberschützen“, Burgenland)[4]
- Bundesrealgymnasium Lerchenfeld mit sportlichem Schwerpunkt am BG/BRG Lerchenfeld in Klagenfurt, („Sportgymnasium Lerchenfeldstraße“, „Sportgymnasium Klagenfurt“)[5]
- Zweig Leistungssport des BORG Spittal an der Drau („Sportgymnasium Spittal“)[6]
- Sportgymnasium Maria Enzersdorf („Sportgymnasium Südstadt“) in Maria Enzersdorf, NÖ[7], größte höhere Sportschule Österreichs
- Realgymnasium mit sportlichem Schwerpunkt am iGYM St. Pölten („Sportgymnasium St. Pölten“)[8]
- Sportrealgymnasium am Georg von Peuerbach-Gymnasium in Linz/Urfahr („Sportgymnasium Peuerbachstraße“)[9]
- Oberstufengymnasium mit sportlichem Schwerpunkt am HIB BG/BORG Graz Liebenau („Sportgymnasium Graz“)[10], Internatsschule
- Schul-Sport-Modell am BRG/BORG Akademiestraße Salzburg, („Sportgymnasium Salzburg“)[11]
- Sportrealgymnasium am Bundesgymnasium und Sportrealgymnasium Saalfelden („Sportgymnasium Salzburg 2“, „Skigymnasium HIB Saalfelden“)[12], Internatsschule
- Oberstufenrealgymnasium für Leistungssportler am BORG Innsbruck („Sportgymnasium Innsbruck“)[13]
- Internatsschule für Schisportler Skigymnasium Stams[14] in Stams, Tirol, Oberstufenrealgymnasium und Handelsschule mit Öffentlichkeitsrecht (Privatschule), Internatsschule
- Sportgymnasium Dornbirn, Bundesoberstufenrealgymnasium, Vorarlberg[15]
- Realgymnasium Leistungssport am Gymnasium, Realgymnasium und SV Oberstufenrealgymnasium für LeistungssportlerInnen („Gymnasium Maroltingergasse“, „Sportgymnasium Wien 16“)[16]
- Realgymnasium für Leistungssport (SportUrgOrg) am GRgORg20 „Brigittenauer Gymnasium“ („Sportgymnasium Wien 20“)[17], als Kooperative Mittelschule (KMS) geführt
- Bundesoberstufenrealgymnasium Linz Honauerstraße für Leistungssport

## Sportgymnasien in der Schweiz
- Schweizerische Sportmittelschule Engelberg
- Schweizerisches Sport-Gymnasium Davos
- Sportgymnasium Basel
- Kunst- und Sportgymnasium Rämibühl
- Feusi Sportgymnasium
- Gymnasium Hofwil